# 都営地下鉄新宿線
新宿線（しんじゅくせん）は、東京都新宿区の新宿駅から千葉県市川市の本八幡駅までを結ぶ、東京都交通局が運営する鉄道路線（都営地下鉄）である。『鉄道要覧』における名称は10号線新宿線。一般的に都営新宿線と呼ばれることが多い。
路線名の由来は、起点である新宿から。車体および路線図や乗り換え案内で使用されるラインカラーは「リーフ」（黄緑）、路線記号はS。
東京都交通局の鉄道路線（都電荒川線、日暮里・舎人ライナーも含む）では唯一、都外まで路線が延びている。新宿駅より、京王電鉄の京王線・京王新線・相模原線・高尾線との相互直通運転を行っている。相互直通運転を行う関係で、日本の地下鉄で唯一軌間に1372mmの馬車軌間を採用している。

## 概要
東京メトロ東西線と同様に中央・総武緩行線のバイパス的役割も担っている。コロナ禍以前のラッシュ時の混雑率は東西線よりも低かったが、もともと都営新宿線も乗車人数は増加傾向にあり、コロナ禍以降はあまり差が無くなってきている。そのため輸送力増強策として列車の10両化を推進し、2022年（令和4年）8月11日より全列車が10両編成で運行されている。
ATCシステムの関係で、東京の地下鉄では唯一VVVFインバータ制御車の走らない路線だったが、2005年（平成17年）5月14日に新ATCシステム（デジタルATC）への更新が行われ、同月21日から新宿線初のインバータ制御車10-300形が運用を開始した。また、京王9000系も翌2006年（平成18年）3月15日より乗り入れを開始した。
2011年（平成23年）12月には、都営大江戸線、都電荒川線、上野動物園モノレール、日暮里・舎人ライナーに次ぐ、全線でのバリアフリー化を達成した。
都営地下鉄の路線で唯一、東京メトロを含めれば、東京メトロ東西線、東京メトロ有楽町線、東京メトロ副都心線とともに港区を通らない路線である。

## 建設の経緯
1968年（昭和43年）4月の都市交通審議会答申第10号において、「芦花公園方面より新宿及び靖国通りの各方面を経由し、市ヶ谷、神保町、須田町及び浜町の各方面を経て住吉町方面へ至る路線」として東京10号線が初めて答申された（第9号線→第12号線（都営大江戸線）と京王線との乗り入れから、新たに制定された第10号線（都営新宿線）と京王線が乗り入れることに振り替えられた）。
この答申を受け、同年12月28日の建設省告示第3731号により、都市計画第10号線（東京都市高速鉄道第10号線）として新宿 - 住吉町間（12.5 km）が正式に都市計画を決定した。翌1969年（昭和44年）年5月20日、建設省告示第2430号により都市計画の区間に京王線の調布 - 新宿間が追加され、最終的に都市計画区間は車両基地のある東大島まで延長された（31.2 km）。
その後、1972年（昭和47年）3月の都市交通審議会答申第15号では橋本 - 多摩ニュータウン中央 - 調布 - 芦花公園間、住吉町 - 東大島 - 篠崎町 - 本八幡 - 柏井 - 鎌ケ谷市北部 - 千葉ニュータウン小室地区 - 千葉ニュータウン印旛地区間がそれぞれ追加され、調布 - 新宿間は京王線の複々線化を行うこととされた。このうち新宿 - 本八幡間が都営新宿線として順次開業している。また橋本 - 調布間は京王相模原線として、笹塚 - 新宿間は京王線の線増部（京王新線）として開業している。
なお、本八幡 - 千葉ニュータウン方面間は千葉県が千葉県営鉄道北千葉線（仮称）として建設し、都営新宿線と直通運転を実施する計画であったが、取得していた鉄道事業免許は2000年に廃止され、その後計画自体が白紙化されている。

## 路線データ
- 路線距離（営業キロ）：23.5 km
- 軌間：1372 mm
- 駅数：21駅（起終点駅含む）
- 複線区間：全線

停車駅

- 電化区間：全線（直流1500 V・架空電車線方式）
  - 電力は曙橋の坂町変電所で66 kVの状態で東京電力パワーグリッドから受容し、22 kVに降圧して各駅に送電[12]
- 地上区間：東大島駅 - 船堀駅間 2.5 km
- 閉塞方式：車内信号閉塞式
- 保安装置：D-ATC（JR型）
- 列車無線方式：空間波無線 (SR) 方式
- 最高速度：75 km/h（駅進入時は55 km/h）
- 表定速度[13]
  - 急行：東行47.9 km/h・西行48.2 km/h
  - 各停：東行・西行とも34.8 km/h
- 全線所要時分
  - 急行：東行29分55秒・西行29分45秒
  - 各停：東行・西行とも41分30秒
- 車両基地：大島車両検修場
- 深さ
  - 平均深度:23 m[14]
  - 最大深度:30 m[14]
- 軌道:50kgNレール・コンクリート道床

## 沿革
新宿線は日本で唯一の軌間1372mm（馬車軌間）の地下鉄である。当初、浅草線と共通化できるよう1435mmの標準軌で建設するべく、乗り入れ先の京王帝都電鉄（現：京王電鉄）に京王線の改軌を打診し、当時の運輸省も、1372mmを排除する方針で、京王側に改軌を打診した。しかし京王は改軌工事の規模が大きくなることや改軌中の輸送力に不安があるという理由で拒否したため、京王に合わせる形で軌間1372mmで建設された。
なお、その京王の1372mmの由来は、旧京王電気軌道がその開業時に、東京市電（現：東京都電）への乗り入れ構想を持っていたことに遡る。東京市電の前身東京馬車鉄道が1882年（明治15年）の開業に際して1372mmの軌間を選んだ（理由は不詳、「4フィート6インチ軌間#日本」の説明を参照）ため、後発の京王もそれに合わせた。つまり経過を辿ると、東京馬車鉄道から東京市電に引き継がれ、元は京王がそれに合わせる形で選択された軌間が、当地下鉄線では逆に東京都側が京王に合わせたことになる。

### 年表
- 1968年（昭和43年）
  - 4月10日：都市交通審議会答申第10号において、第10号線は「芦花公園方面 - 新宿 - 住吉町方面に至る路線」として答申される[8]。
  - 6月3日：東京都が新宿 - 住吉町間の地方鉄道敷設免許を申請、同年10月30日に敷設免許を取得[18]。
  - 12月28日：第10号線新宿 - 住吉町間の都市計画決定[8]。
- 1969年（昭和44年）
  - 5月20日：第10号線の調布 - 新宿間が都市計画区間に追加される[8]。
  - 7月23日：住吉町 - 東大島間の地方鉄道敷設免許を申請、同年12月22日に取得[18]。
- 1970年（昭和45年）8月24日：第10号線の都市計画区間に大島 - 東大島間（住吉町 - 大島間は同年1月8日）が追加される[10]。
- 1971年（昭和46年）5月1日：森下・住吉付近で最初の建設工事に着手。
- 1972年（昭和47年）3月1日：都市交通審議会答申第15号において、第10号線は「橋本 - 調布 - 新宿 - 住吉町 - 本八幡 - 千葉ニュータウン印旛地区間の路線」として答申される[11]。
- 1973年（昭和48年）2月27日：東大島 - 本八幡間の地方鉄道敷設免許申請、同年10月4日に取得[18]。同日程で千葉県が本八幡 - 印旛松虫間（現・印旛日本医大駅）間の免許を申請・取得している[7]。
- 1978年（昭和53年）
  - 7月1日：計画時は「10号線」という名で呼ばれていたが、開業前の都営1号線と都営6号線の都営浅草線と都営三田線への改称と同時に都営新宿線へ改称した。
  - 12月21日：岩本町 - 東大島間 (6.8km) 開業[1]。
- 1980年（昭和55年）
  - 3月16日：新宿 - 岩本町間 (7.3km) 開業[19]。京王帝都電鉄（現：京王電鉄）と、1978年10月31日に供用を開始していた京王新線を経由し相互直通運転開始。ただし、岩本町より先は6両編成対応のため、8両及び10両編成の京王車は岩本町止まり。
  - 3月28日：東大島 - 本八幡間の都市計画決定（千葉県）、3月31日：都市計画決定（東京都）[18]。
  - 9月16日：東大島 - 本八幡間の建設工事に着手[20]。
- 1981年（昭和56年）9月1日：京王車による一部列車の10両編成乗り入れを開始。
- 1983年（昭和58年）12月23日：東大島 - 船堀間 (1.7km) 開業[21][22]。
- 1986年（昭和61年）
  - 9月14日：船堀 - 篠崎間 (4.9km) 開業[23]。
  - 12月31日：大晦日から元日の終夜運転を開始。
- 1987年（昭和62年）
  - 7月15日：京王乗り入れ車両による冷房運用を開始[24]。
  - 12月20日：全線でホーム延伸が行われ京王の車両の乗り入れ区間が岩本町から大島まで延長される[25]。
- 1988年（昭和63年）5月21日：自局車両による冷房車を運用開始[24]。この時増備された10-000形第22・23編成は都営地下鉄では初めての冷房車両である[24][注 1]。
- 1989年（平成元年）3月19日：篠崎 - 本八幡間 (2.8km) 開業（全線開通）[2]。ただし、本八幡駅は仮設駅で開業。
- 1991年（平成3年）9月1日：本八幡駅（本設駅）開業。同時に京王の車両の乗り入れ区間を本八幡まで延長[26]。
- 1993年（平成5年）5月9日：乗り越し精算と乗り継ぎ乗車券の発券を同時にできる日本初の自動乗り継ぎ精算機を市ヶ谷駅連絡改札口に設置。
- 1994年（平成6年）11月1日：全線でAM放送を受信できるサービスを導入[27]。
- 1995年（平成7年）6月：全車両が冷房車となる[24]。
- 1997年（平成9年）12月24日：全線で急行列車の運転開始（平日日中のみ）。高尾山口までの直通運転を開始（平日朝1本のみ。土曜・休日は2001年3月から）[28]。
- 2000年（平成12年）
  - 4月20日：正式名称を都営新宿線から新宿線に改称。
  - 12月12日：都営地下鉄大江戸線国立競技場 - 汐留 - 月島 - 上野御徒町 - 飯田橋 - 都庁前間が開業し、森下駅で接続。同時に、森下駅への急行列車停車を開始[29]。
- 2001年（平成13年）3月27日：京王線（笹塚以西）との直通列車を昼間時は都営新宿線内急行に変更[30][31]。同時に急行の運転時間帯を土曜・休日にも拡大[30][31]。
- 2003年（平成15年）12月1日：ダイヤ改正[32]。土曜・休日の急行運転時間帯を拡大[32]。平日朝の高尾山口行通勤快速が消滅。
- 2004年（平成16年）10月：列車無線を誘導無線 (IR) 方式から漏洩同軸ケーブル (LCX) を使用した空間波 (SR) 方式に変更。
- 2005年（平成17年）
  - 1月20日：10-300R形暫定編成（10-000形のうち先頭車を差し替えた編成）運行開始[6]。
  - 5月14日：新ATC（デジタルATC）システムに更新[6]。
  - 5月21日：全車完全新造車の10-300形運転開始[6]。
- 2006年（平成18年）
  - 3月15日：京王9000系30番台による直通運転開始。
  - 9月1日 ダイヤ改正。京王線橋本・京王多摩センター直通列車の大部分が10両編成となる。京王線経由で京王動物園線直通運転開始。
- 2007年（平成19年）9月3日：京王車の8両編成運用が消滅し、10両編成運用に統一される。
- 2009年（平成21年）6月：京王電鉄6000系が撤退し、京王車の車種が9000系30番台に統一される。
- 2010年（平成22年）6月1日：都営車の10両編成運用が開始される[33]。
- 2011年（平成23年）
  - 3月13日：同月11日に発生した東北地方太平洋沖地震（東日本大震災）による発電所の停止に伴う電力供給逼迫のため、東京電力が輪番停電（計画停電）を実施。これに伴い、この日から急行が大幅に削減され、京王動物園線への直通運転を休止。
  - 7月2日：京王線直通列車の大半が快速に置き換えられる。
  - 9月23日：電力需給に余裕が出たことから、ダイヤ改正を実施。この結果、快速の大半が急行に戻され、急行の運転が全面的に再開。
  - 12月18日：新宿三丁目駅のバリアフリー化が達成。これにより全線バリアフリー化。
- 2015年（平成27年）9月25日：ダイヤ改正により昼間の時間帯の京王線（笹塚以西）への直通列車が、14年半ぶりに都営新宿線内は各駅停車となる。一方で、急行は笹塚駅 - 本八幡駅間での運行となる。
- 2017年（平成29年）2月14日：10-300R形が営業運行を終了[34][35]。
- 2018年（平成30年）
  - 2月11日：10-000形が営業運行を終了[36]。
  - 2月22日：京王5000系（2代目）による直通運転開始。
- 2019年（令和元年）8月10日：新宿三丁目駅ホームドア稼働開始により、全駅にホームドアを設置完了[37][38]。
- 2020年（令和2年）2月22日：ダイヤ改正により、土休日に限り京王動物園線直通急行の運転、京王動物園線との直通運転を再開。
- 2021年（令和3年）3月13日：京王動物園線との直通運転を休止。
- 2022年（令和4年）8月11日：都営車の8両編成の運転が終了し、全列車が10両編成となる[5]。

## 建設概要

### 新宿 - 東大島間
地下区間の駅部は開削工法、駅間トンネルは曙橋 - 市ケ谷間、九段下 - 小川町間は開削工法、それ以外の区間はシールド工法により施工した（隅田川横断部除く）。
シールドマシンは大部分が圧気工法併用の半機械掘り式で、軟弱地盤地帯を通る浜町工区（馬喰横山 - 浜町間）以東は、手掘り式またはブラインドシールドに変更が可能な機種を使用している。シールドトンネルの外径は、単線シールドが7.3 m（浜町工区のみ7.5 m）、複線シールドが10.6 mである。
甲州街道（国道20号）の地下に位置する新宿駅は、京王電鉄京王新線との共同使用駅であり、施工は京王帝都電鉄（当時）に委託した。地上からの駅ホーム階の深さは26.5 m（東京都交通局による公式な駅深さ。東京都交通局の資料において、「深さ」とは駅中心位置の地表からホーム面までの距離を示す。）・地下5階に位置し、駅構築のうちホーム中心から笹塚寄り半分は京王、本八幡寄り半分（111.6 m）と笹塚駅寄りの引き上げ線が東京都（交通局）の財産区分となる。
新宿駅を出発後、小田急小田原線、山手線、中央・総武緩行線・中央快速線、新宿貨物駅（1984年2月廃止・建設当時）の直下を単線シールドトンネル2本で横断する。当時、新宿貨物駅直下に地下3層構造の上越新幹線新宿駅を建設する計画があり、新宿線は新幹線構造物を避けるために国鉄新宿駅構内を下り32‰の勾配で横断する構造となっている（この工区は国鉄に施工を委託）。新宿駅の東側民有地にある立坑（シールドマシンの発進基地）を通過し、ここから上り35‰の急勾配となり新宿四丁目交差点付近で甲州街道を横断して、民有地地下に設けた新宿三丁目駅に至る。新宿三丁目駅の本八幡寄りには構築上部に十字型のホテルを建築する計画があり、地下1階・2階には地下鉄の駅施設に加えてホテルの構築が準備されていた。詳細は新宿三丁目駅#都営地下鉄を参照のこと。
新宿 - 曙橋間では、地上に多数のビルがあり、建設工事に支障するビルは防護工として薬液注入による地盤改良またはアンダーピニング（基礎の受け替え）を施工した。新宿三丁目 - 岩本町までは靖国通りの道路下を通過する。曙橋駅からは、開削トンネルで防衛省市ヶ谷地区の前を通過し、市ケ谷駅手前で皇居外濠を横断し、中央本線の下を通過する。市ケ谷駅の中央本線交差部は、有楽町線の建設工事と重なり、両線とも施工は国鉄（当時）に委託した。新宿線の交差部（110 m）は、掘削深さが浅いことと列車の運行本数が非常に多く、通常の工法では施工できないことから、支保工にアーマー工法（鋼管圧入工法）と掘削にはメッセル工法で施工した。
市ケ谷駅からは複線シールドトンネルで進行して靖国神社前を通過、先の靖国神社交差点付近から半蔵門線の複線シールドトンネルと並行し、九段下駅へと至る。この区間のシールドトンネル（九段上工区）は、施工延長が990.392 mと長く、大部分が本八幡方面に向かって下り22‰の勾配となっている。
九段下駅 - 神保町駅間は、営団地下鉄半蔵門線と並行することから、東京都が営団地下鉄から受託して施工した。九段下駅は半蔵門線と同一階に位置することから、掘削幅42.5 mにおよぶ大規模な構築となった。地下鉄の建設工事に合わせて俎橋は架け替えられたほか、日本橋川横断部は凍結工法により施工した。神保町駅は、三田線建設時に地下1階部の新宿線駅躯体が建築されており、これを利用した。
九段下駅 - 小川町駅間では東京都建設局から共同溝の建設も重なり、こちらも東京都交通局が受託施工した。共同溝は都道第302号（放射第15号道路・靖国通り）下に建設される「靖国共同溝」で、千代田区九段北1丁目 - 神田淡路町1丁目（九段下駅 - 小川町駅間で新宿線と並行する）に至るもので、総延長は1750.0 m。共同溝は東京都水道局、東京電力、日本電信電話公社（現・NTTグループ）が使用する。ただし、建設区間では東西線、三田線、千代田線、丸ノ内線と4路線の地下鉄と直角に交差しており、地下鉄を避けるため左右に分かれたり、地下鉄構築を挟むように上下に施工するなどその構造は大変複雑となっている。
神保町駅から小川町駅へは開削トンネルで通過し、小川町駅から岩本町駅間で新宿線の単線シールドトンネルは、須田町交差点において銀座線トンネルと交差する。銀座線トンネルは昭和初期に造られたもので、須田町交差点の中央から浅草寄りは山岳工法によるアーチ型トンネル、渋谷寄りは箱型開削トンネルで構築されている。新宿線シールド機の進行による崩落の危険性、山岳工法で造られたトンネルは不等沈下に弱く修復が困難であることから、銀座線トンネル交差部の新宿線トンネルを初期計画よりも深い位置に変更し、薬液注入や特殊遮断袋による裏込め注入など最大限の防護を行った。最終的には許容沈下量9 mmよりも少ない量（4.5 mm程度）で済み、銀座線トンネルへの影響はほとんどなかった。このように銀座線交差部は非常に難しい工事となった。
岩本町駅を通過後、大和橋跡（浜町川（廃止）に架かっていた橋）付近で半径400 mの曲線で東方面から南東方面に向きを変える。この付近と馬喰横山 - 浜町間（馬喰横山駅前後は清洲橋通りの道路下を通過）でも民有地の地下を通過し、地上に多数のビルがあることから、支障するビルには防護工の施工またはアンダーピニング（基礎の受け替え）を施工した。浜町駅は浜町公園直下に構築したが、公園敷地内だけでは10両編成長の210 mは確保できないことから、単線シールドトンネル間を切り拡げて確保した。浜町 - 森下間では隅田川直下を横断するが、この区間はケーソン工法（護岸取り付け部）、沈埋工法（河川横断部）により施工した。
隅田川を渡った場所から大島駅までは新大橋通りの道路下を東方向に直進する。この地区は海抜ゼロメートル地帯であり、また軟弱地盤にあることから、シールドトンネルの掘削により少なからず地盤沈下が発生する。このため、沈下量を少なく抑える工法としてブラインドシールド（一部は半機械掘り式）により施工した。
住吉 - 西大島間では横十間川に架かる本村橋と総武本線越中島支線の直下を通過する。1928年（昭和3年）に架けられた本村橋は老朽化が著しいことから、新宿線の建設に合わせて新しい橋に架け替えられた。越中島支線は新宿線のシールドマシン通過により架道橋の沈下が懸念されたため、国鉄（当時）によって越中島支線の架道橋は仮橋脚・橋台と2連の工事桁に載せ替え、線路防護を行った。すなわち、現行の架道橋を西側に仮移設し、沈下発生時に扛上などの調整が容易な工事桁を使用し、沈下が収まった時点で工事桁を撤去し、架道橋を元に戻すものである。
大島駅を出ると、35‰の急勾配を上がって地下区間から高架線へ、旧中川上に建設された東大島駅に至る。

## 運行形態
| 種別＼駅名 | 種別＼駅名 | 京王線直通 （京王線列車種別）                          | 笹塚 | … | 新宿 | 新宿 | …   | 本八幡 |
| ---------- | ---------- | ------------------------------------------------------ | ---- | - | ---- | ---- | --- | ------ |
| 運行 本数  | 各駅停車   | ←（平日）橋本 ←（土休日）京王多摩センター （区間急行） |      |   |      | 3本  | 3本 | 3本    |
| 運行 本数  | 各駅停車   | ←（平日）京王多摩センター ←（土休日）橋本 （快速）     |      |   |      | 3本  | 3本 | 3本    |
| 運行 本数  | 各駅停車   | （笹塚折り返し）                                       |      |   |      | 4本  | 4本 | 4本    |

多くの列車が新宿駅（新線新宿駅）から先京王新線に直通する。このうち約6割が京王線経由で相模原線橋本駅まで、約4割が笹塚駅発着で相互直通運転を実施している。新宿駅 - 本八幡駅間の全区間にわたって急行運転を行っている（列車種別の節を参照）。
日中は各駅停車のみの運行で、約6分間隔・毎時10本のパターンダイヤとなっている。1時間当たりに橋本駅発着（京王線内快速）が3本、京王多摩センター駅発着（京王線内区間急行）が3本、笹塚発着が4本運転されている。2025年3月改正で、京王線内快速の速達化と区間急行の日中時間帯の行き先を入れ替え、橋本駅発着が平日日中が区間急行、土休日日中は快速、京王多摩センター駅発着は平日日中が快速、土休日日中は区間急行という形に変化した。
また、2022年改正までは、平日夕方ラッシュ時や土曜・休日の早朝に調布駅から相模原線に入らずに京王高尾線高尾山口駅まで直通する列車があり、このうち1本は本八幡駅 - 高尾山口駅間の全区間が急行であった。2006年 - 2011年、2020年 - 2021年には京王動物園線多摩動物公園駅への直通列車も設定されていた。
現在は新宿線から京王線の京王八王子駅や高尾線の高尾山口駅まで直通する列車の設定はないが、一方で京王八王子駅発の本八幡行きが平日早朝に1本、高尾山口駅発の本八幡行が平日・土休日ともに1本設定されている。なお、過去には京王八王子駅発岩本町駅行きの列車もダイヤ上設定されていたが、実際は桜上水駅行きで、同駅始発の岩本町駅行きに乗り換えるという形で運行していたので、直通運転されていたわけではない。

### 列車種別
2018年2月22日のダイヤ改正以降、行き先は終着駅を表示し、種別は都営新宿線内の種別（各駅停車・急行）と京王線内の種別（各駅停車・快速・区間急行）を新宿駅で切り替える形で運用されている。

#### 急行

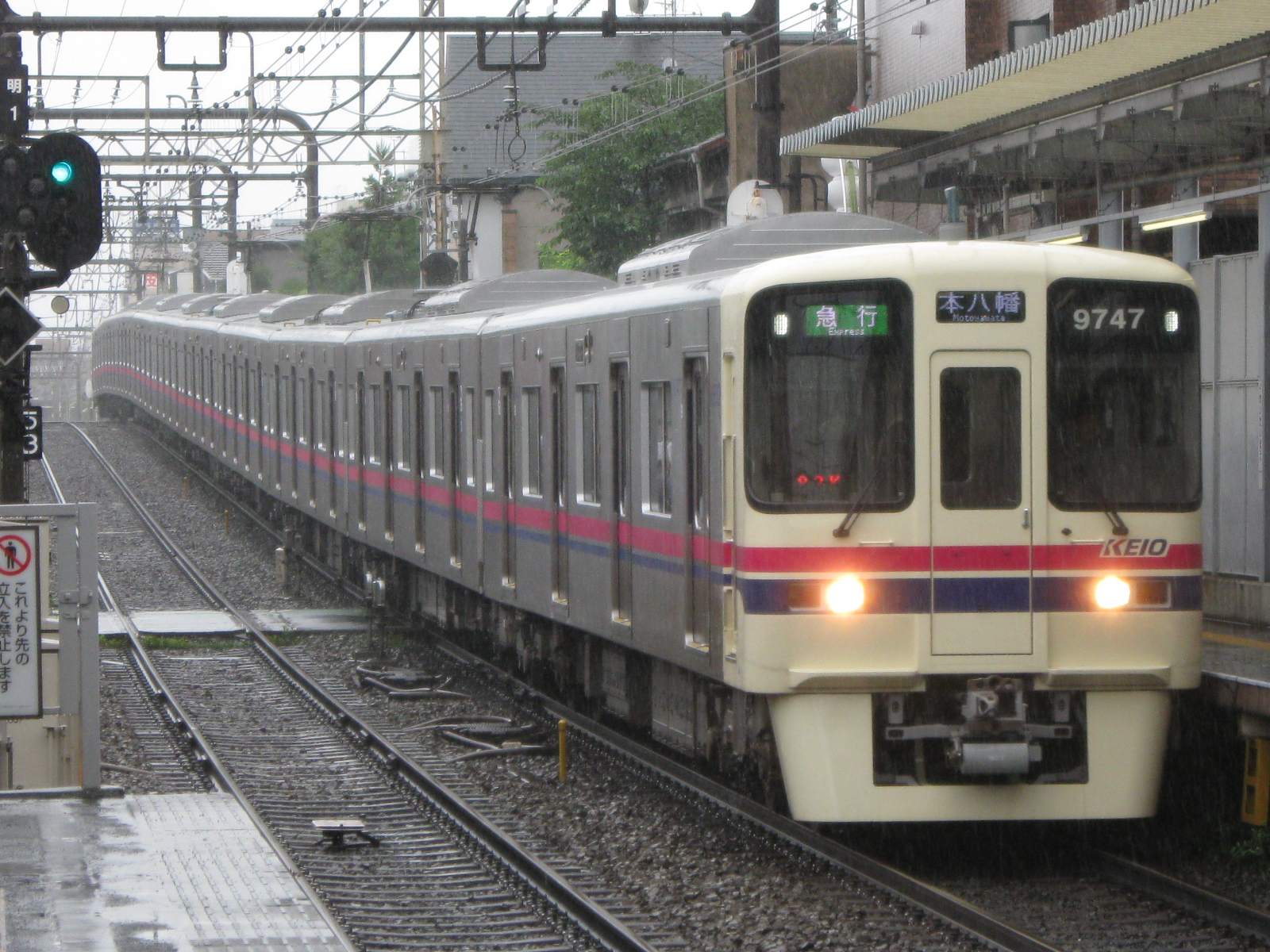
新宿線へ直通する急行列車

1997年12月24日から運転を開始した。当初は新宿線内のみを平日日中のみ運転していたが、2001年（平成13年）3月27日のダイヤ改正からは土休日日中の運転を開始した。
東京の地下鉄での速達列車の運転は東西線の快速に次いで2例目で、全線にわたり通過駅の設定があるのは初であり（東西線は西船橋駅 - 東陽町駅間のみで快速運転）、現在も同様の例はほかに副都心線があるのみである（特急・有料座席指定列車を除く）。当時、新宿線の利用客数はJR総武線や東西線と比較して大きな差があったため、急行運転の実施により競争力を強化して旅客需要の喚起と利便性向上を図ったものである。

##### ダイヤ・運用
2016年9月17日から全便が10両編成で運転される。2006年9月のダイヤ改正以降は土休日朝の高尾山口駅行き2本をのぞくほぼすべての急行が京王車10両で運行されていたが、2010年3月のダイヤ修正で都営車10両による運用が設定された。この後2015年6月に都営車の10両編成車両の増備に伴い、8両編成だった高尾山口駅行きも含めて全便10両化された。2015年9月25日のダイヤ改正からは、土休日ダイヤでは朝の高尾山口駅行きの2本と、1運用（1時間40分周期）を除いて、8両編成での運用に変わったが、10両編成車の増加による運用変更で、2016年9月17日から土休日ダイヤでもおよそ1年ぶりに急行全列車が10両編成に戻ることとなった。2020年10月30日のダイヤ修正で、平日に14年ぶりに8両編成の急行が2往復復活したものの、2022年度に再消滅した。
停車駅は、運行開始時から2000年（平成12年）12月12日の大江戸線全線開通に伴い、森下駅が停車駅に加えられた以外の変更はない。都営地下鉄他路線に接続している駅にはすべて停車するが、2駅以上に連続停車はせず、新宿三丁目駅や九段下駅などの主要駅を含め、東京メトロなど他線と接続する一部の駅も急行は通過する。
原則岩本町駅および大島駅で各駅停車の追い抜きが行われている。大島駅発着の急行は、大島駅で本八幡駅発着の各駅停車と接続し、大島駅以東の利便性を確保している。したがって、東行は新宿線新宿駅と馬喰横山駅で（一部は大島駅でも接続）、西行は船堀駅（本八幡駅発のみ）と神保町駅で直後の各駅停車に連絡する。
2013年2月のダイヤ改正から2015年9月のダイヤ改正前までのデータイムと、2020年2月22日の改正以降の平日の一部の急行は、都営新宿線内では現在のダイヤとほぼ同じで本八幡駅・大島駅 - 橋本駅間で運転されており、京王線内は「区間急行」として運転されていた。また2020年10月30日のダイヤ修正で、京王多摩センター駅行きも設定される。
2021年3月13日改正ダイヤでは、笹塚駅 - 本八幡駅間の運転で、平日が日中のみ（本八幡駅15:40発は橋本駅まで、本八幡駅16:00発は京王多摩センター駅まで直通）、土休日が7時台の2本（うち1本は高尾山口駅まで直通）をのぞき日中から夕方の運転であった（本八幡駅行きの急行最終列車とその1本前は橋本駅から直通）。土休日は急行運転時間帯が平日よりも拡大されたほか、大島行きが3本、新宿方面行が4本運転され、これらの電車は、笹塚駅で京王線新宿・橋本発着の準特急に接続していた。
2022年3月12日のダイヤ改正によって平日は1日4往復のみ、土休日も新宿方面行は1日7本（うち1本は大島駅始発）、土日祝日の本八幡方面行は1日8本（うち2本は大島駅止まり）のみと大幅に減便された。
2023年のダイヤ改正でさらに運転本数が削減され、日中（11 - 15時台）の運転が取りやめられたが、新たに平日朝夕ラッシュ時間帯に設定された。平日の西行は7時台に大島駅発2本、9時台に本八幡駅発1本、東行は17時台に笹塚駅発本八幡駅行き1本が運転される。土休日の西行は7 - 10時台に本八幡駅発が概ね一時間に1本の割合で計4本、東行は16 - 18時台に48分間隔で計4本（うち2本は大島駅止まり）運転される。
2024年のダイヤ改正で平日朝に本八幡発新宿方面行き1本を新設（各駅停車からの格上げ）、平日・土休日ともに夕夜間の本八幡方面行きを増発。平日の本八幡9:00発の急行に女性専用車が設定される。また全列車が大島駅で各駅停車と接続するようになり（緩急接続）、瑞江駅での追い抜きがなくなった。

##### その他
運転開始時はダイヤ編成上の都合により、岩本町駅では本線である1・4番線に各駅停車が停車し、中線を急行が制限速度35km/h以下で通過していた。しかし、2000年の改正時に森下駅の停車時間を捻出するため、中線で各駅停車が待避し、急行は1・4番線を通過するように変更された。この結果、所要時間を増やさずに停車駅を1駅増やすことに成功した（ダイヤが乱れている時は現在でも中線を通過することがある）。
駅通過時は原則として55km/h以下で通過する。瑞江駅では、1面2線の島式ホームの外側の壁を隔てた通過線を通過する（東急田園都市線桜新町駅と似た構造である。ただし、桜新町駅は2層構造になっている）。

#### 各駅停車

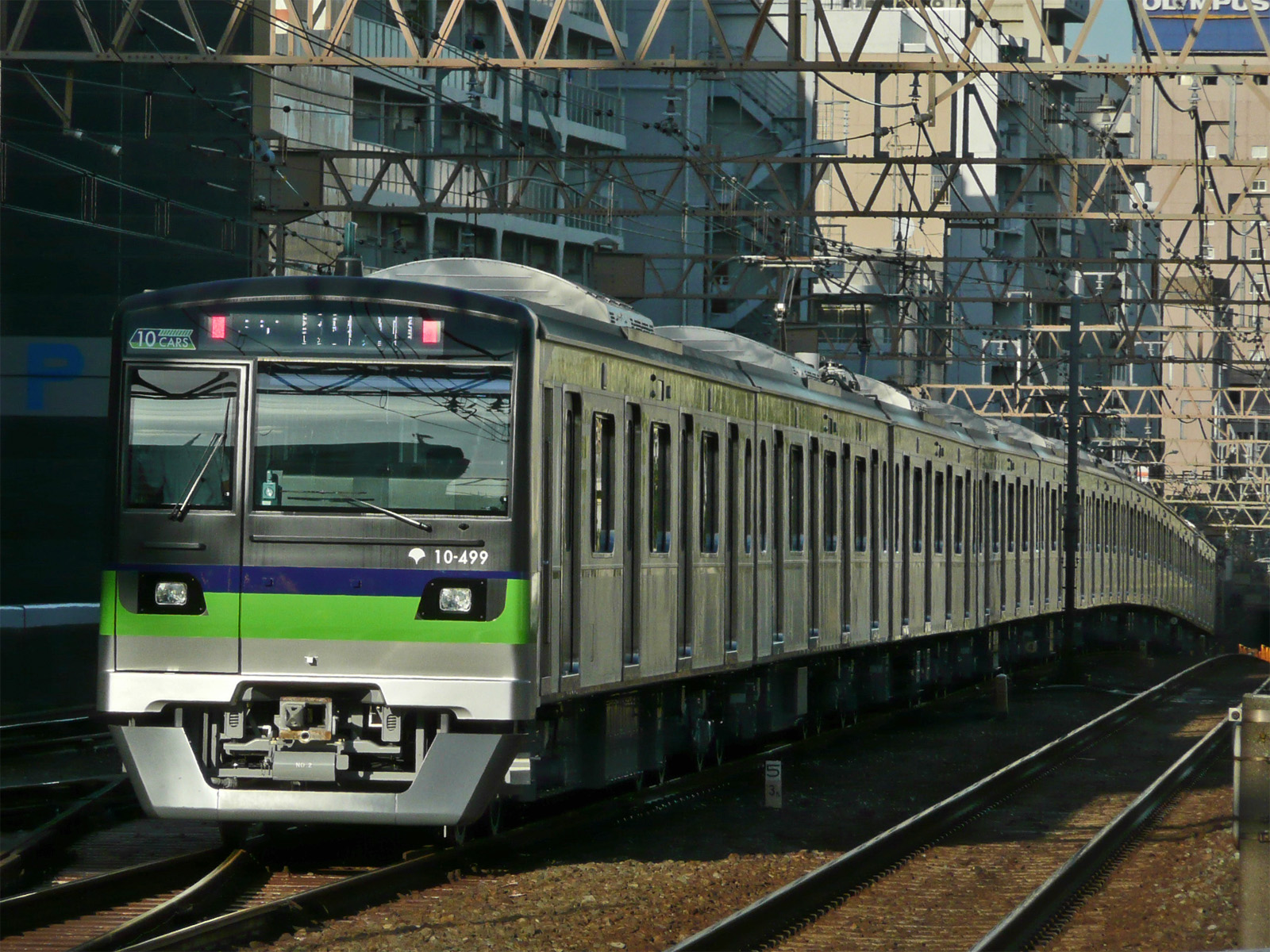
新宿線へ直通する各停列車

新宿線内の各駅に停車する。

##### ダイヤ・運用
2015年9月25日のダイヤ改正以降は、次のような運行体制になっていた。
終日、早朝（急行列車の運行時間帯まで）や深夜（21時ごろ以降）の時間帯は、主に京王線笹塚駅 - 本八幡駅間の運転となる。なお、数は少ないながらも京王線内橋本行きの列車もある。なお、橋本駅発本八幡方面行きは平日の急行運行時間帯前にも京王線内急行・区間急行の列車が橋本駅・若葉台駅発本八幡駅行きとして運転する（一部列車は大島駅止まり）。2018年2月22日の改正で、平日早朝に、新たに本八幡駅 - 京王八王子駅間の全区間各駅停車が1往復設定された。京王八王子行きは都営車での運用である。
昼のパターンダイヤでの急行運転の時間帯（平日は10時-16時ごろ、土曜・休日は8時-18時ごろ）は、60分間に9本あるうち、6本（20分に2本）は京王線橋本駅 - 本八幡駅間の運転で、橋本駅発着列車のうち3本（20分に1本）は京王線内快速、残り3本は京王線内区間急行として運行される。京王線内で快速の列車は瑞江駅で、京王線内で区間急行の列車は岩本町駅で、急行の通過待ちがある。残りの3本は、新宿駅 - 本八幡駅間での運転となる。新宿駅 - 本八幡駅間で運行の列車は、途中駅での急行通過待ちはなく、新宿駅では笹塚駅発着の急行に連絡する。なお、土曜・休日の急行運転終了後の夕方（18時-21時頃）はおおむねこのダイヤが引き継がれ、新宿駅発着の列車が笹塚駅発着になる。
平日の夕方は、20分間隔で多くの列車が橋本駅・高尾山口駅までの直通となる。なお、京王線内では、橋本駅発着列車は京王線内急行、高尾山口行きは京王線内調布駅まで区間急行・調布駅から各駅停車となる。ただし、早朝の橋本駅行きや平日の深夜の高尾山口駅発にはそれぞれ1本だけ橋本駅・高尾山口駅 - 本八幡駅間の全区間を各駅停車で運行する列車も存在する。2018年2月22日のダイヤ改正で、八幡山駅発着列車は笹塚駅発着に短縮された。
2022年3月12日のダイヤ改正で急行が減便となったかわりに各駅停車が増便され、途中駅で急行の通過待ちをする各駅停車も減った。
長らく8両編成中心に運転されてきたが、2022年8月11日より全て10両になった。

#### 臨時列車
「迎光EXPRESS かがやき号」
運転日：2002年以降、毎年1月1日
運転区間：本八幡駅 - 高尾山口駅 新宿線内は各駅停車、京王線内は急行
使用車種：都営10-000形、10-300形、10-300R形
- 2019年は「迎光号」の名称を京王線新宿駅始発京王ライナーのみでの使用としたため、列車名が与えられていない。2018年も「迎光号」の名称を京王線新宿駅始発急行・特急のみで使用したため、列車名は与えられなかった。

「高尾山冬そば号」
運転日：2006年1月21日・2007年2月17日・2008年2月9日・2009年から2012年までは2月の第1土曜日・2013年2月16日・2014年2月22日・2015年2月14日
運転区間：大島駅 - 高尾山口駅 新宿線内は各駅停車、京王線内は急行（2011年までは新宿線内も急行運転）
使用車種：京王9000系（2006年と2009年は京王6000系）
- 2016年は新宿線直通の臨時列車ではなく、京王線新宿発高尾山口行き定期準特急を「高尾山冬そば号」として運転した。

「隅田川納涼花火号」
運転日：2006年7月29日
運転区間：京王八王子駅 - 大島駅 全区間急行列車
使用車種：京王6000系

「東京横断TamaZoo号」
運転日：2008年8月9日
運転区間：大島駅 - 多摩動物公園駅 全区間急行列車
使用車種：都営10-300形
なお、過去には2004年10月9日に多摩動物公園駅から大島駅まで片道1本の「鉄道フェスティバルトレイン号」（神保町駅で三田線内の臨時列車に接続）が10-000形第1編成（現在は廃車）により運転される予定だったが、台風22号のため中止となった。

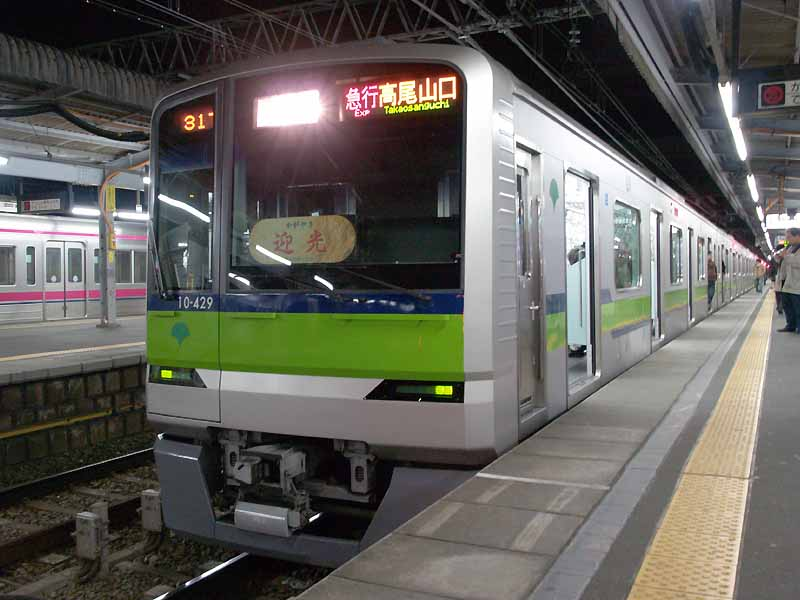
迎光EXPRESS かがやき号（2006年）
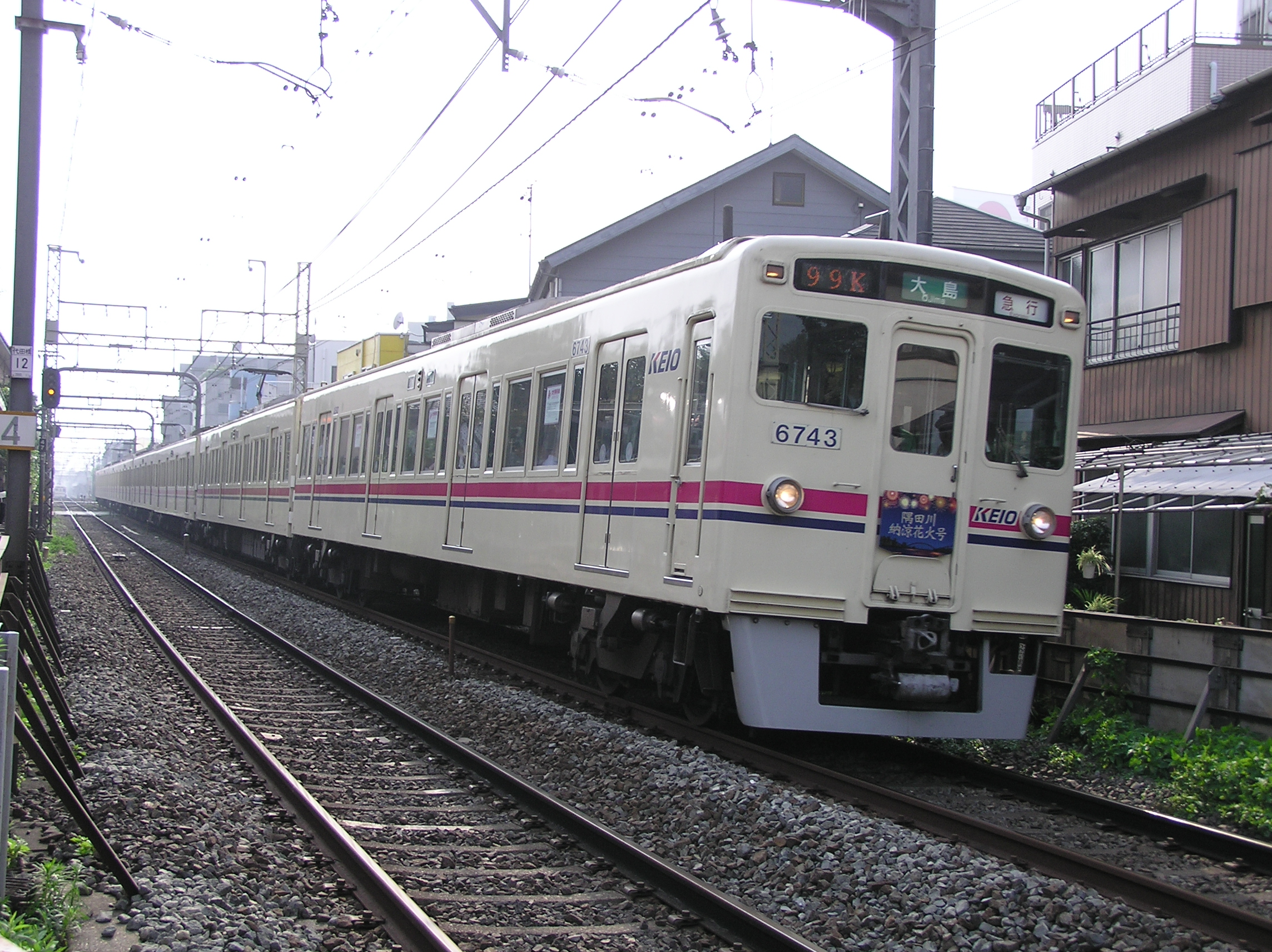
隅田川納涼花火号
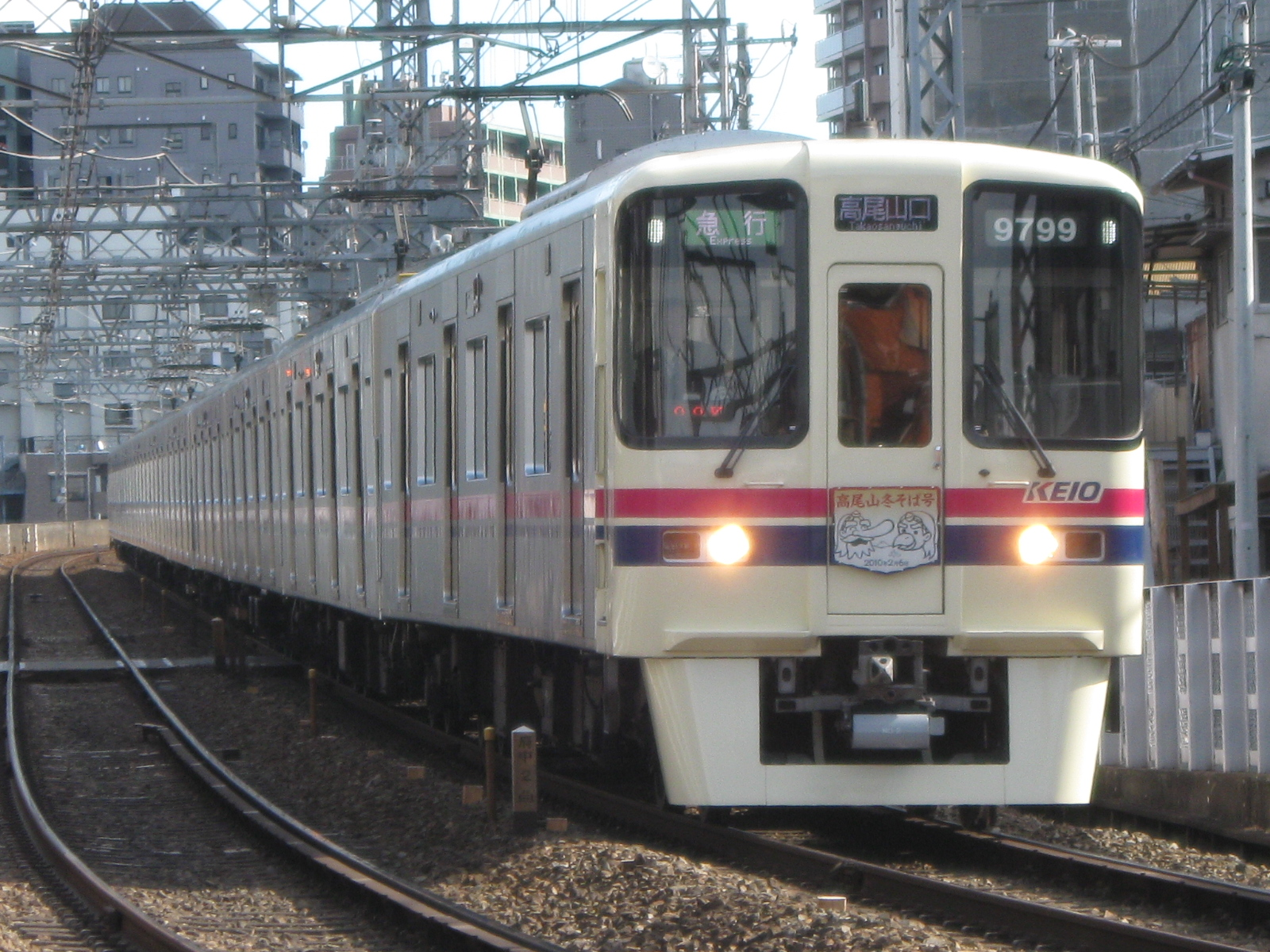
高尾山冬そば号（2010年）

### 過去の種別

#### 通勤快速（現・区間急行）・快速・京王線内急行
共に京王線に直通し、新宿線内は各駅に停車していた。2013年2月22日のダイヤ改定より、京王線内の種別を都営新宿線内で種別として表示しなくなり、各駅停車に統合されたため、都営新宿線内の種別としては廃止となった。

### 女性専用車
両方向の列車に女性専用車を設定しているが、案内表示などが異なる。
- 東行列車（本八幡方面）：白い表示の車両。京王線笹塚以西から直通し、平日朝7:30 - 9:30に新宿駅に到着する列車（京王線内では急行・区間急行）の進行方向先頭10号車。京王線内快速・各駅停車の列車には設定されない。実施区間は京王線を含む全区間。
- 西行列車（新宿方面）：ピンク色の表示の車両。平日朝7:15 - 9:00に本八幡駅を発車する全列車の進行方向先頭1号車。実施区間は新宿線内全区間で、新宿駅到着をもって設定解除となる。

## 車両
2003年11月30日までは基本的に京王相模原線橋本駅発着の列車が京王電鉄の車両を使用（朝ラッシュ時および夜間の一部をのぞく）、新宿駅・笹塚駅折り返しの列車が都営地下鉄の車両の使用と分けられており、京王電鉄の車両で運行する各駅停車は朝と深夜のみであったが、翌12月1日の改正でこの区別がなくなり、日中の本八幡駅 - 新宿駅・京王線笹塚駅間の線内運用の列車にも京王電鉄の車両が使用されるようになった。
2006年9月の改正で京王車の大半が10両化されたために、再び橋本駅発着の列車が一部をのぞいて京王電鉄の車両、新宿駅・笹塚駅・つつじヶ丘駅折り返し列車が都営地下鉄の車両と分けられるようになった。
また、笹塚駅の引き上げ線2本のうち1本が10両に対応できなかったため、笹塚駅折り返しの運用はすべて都営車8両編成の運用であった（ただし、ダイヤが乱れた場合には10両編成の車両が充当されることがあり、その際は10両対応の引き上げ線に入っていた）。
その後の直通本数の増加、2010年12月5日の笹塚駅引き上げ線延伸工事の完了に伴って、この限定運用は解除され、相模原線発着の列車の一部に都営地下鉄の車両の8両編成、土休日朝の高尾山口行きに都営地下鉄の車両の運用があるほか、京王電鉄の車両による笹塚駅・新宿駅 - 本八幡駅間折り返し列車も設定されており、笹塚駅発着の10両編成の運用も都営・京王を問わず存在する。
その後、10-000形の退役と10-300形の増備により、都営車も10両編成化が進行し、2022年8月11日より全ての列車が10両編成での運行となった。

### 東京都交通局の車両
- 10-300形（2005年 - ）- 10両編成

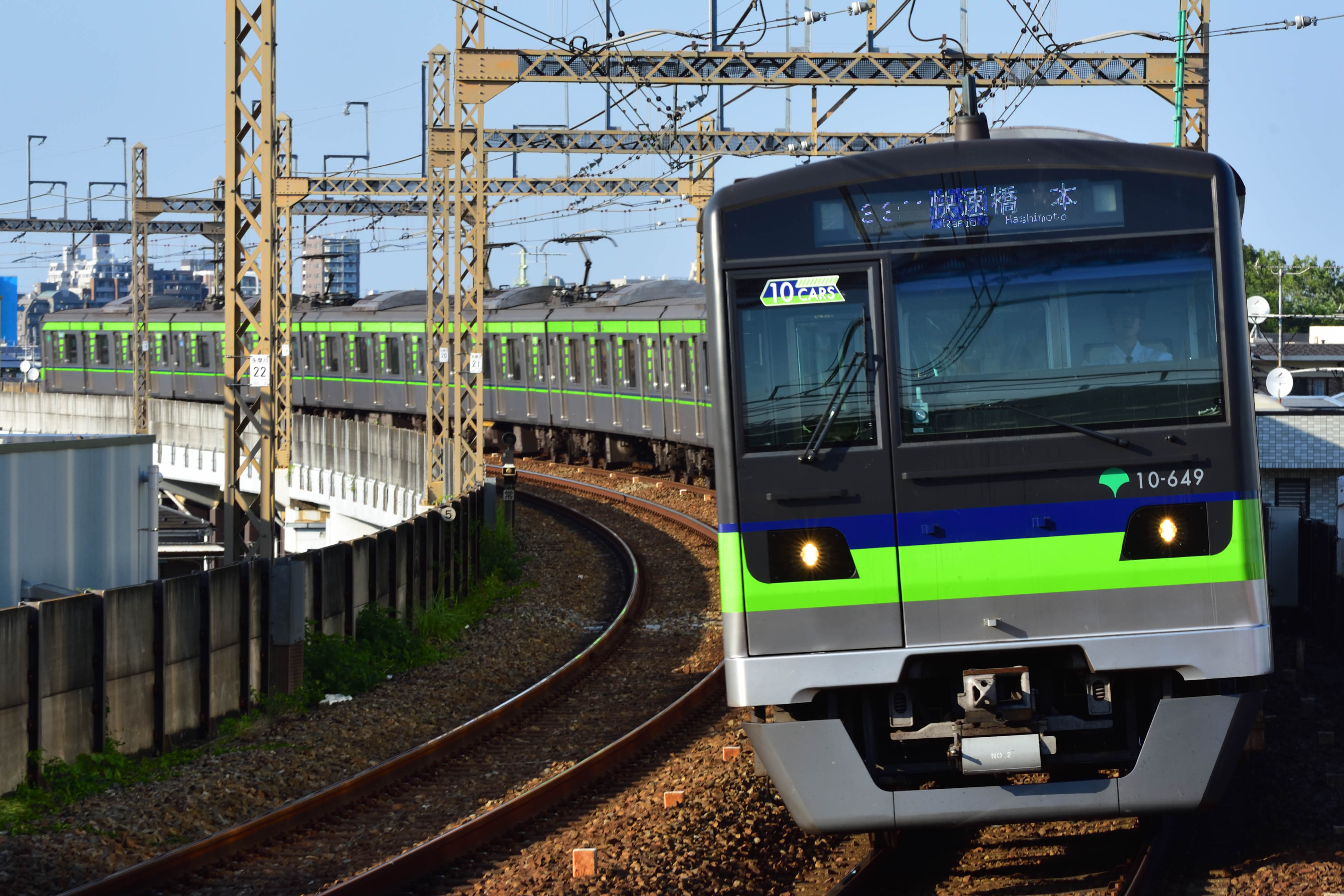
10-300形3〜5次車 （2018年6月2日、京王稲田堤駅）
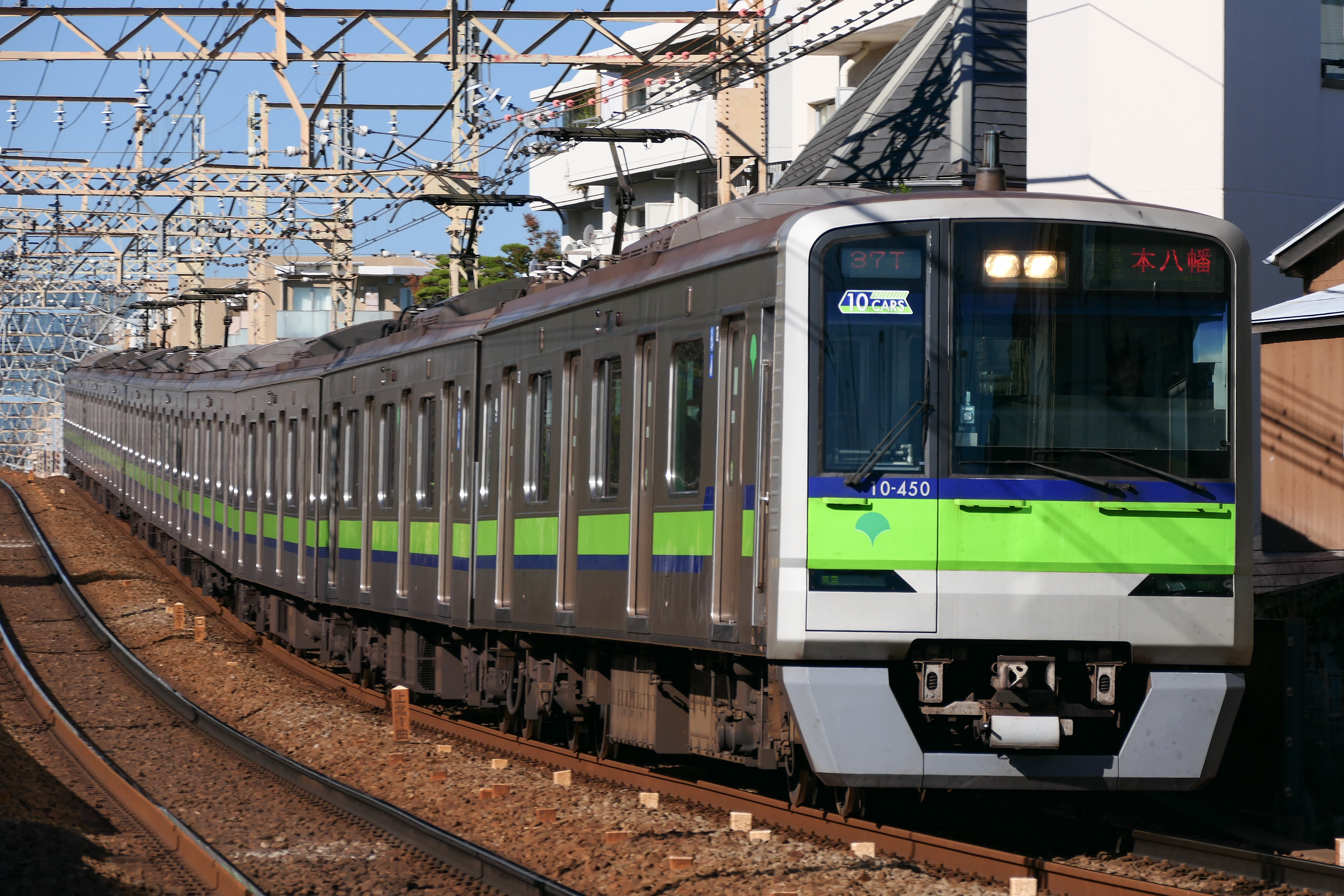
10-300形1・2次車 （2023年11月1日、八幡山駅 - 上北沢駅）

#### 過去の車両
- 10-300R形（2005年 - 2017年） - 8両編成[34][35]
- 10-000形（1978年 - 2018年） - 8両編成

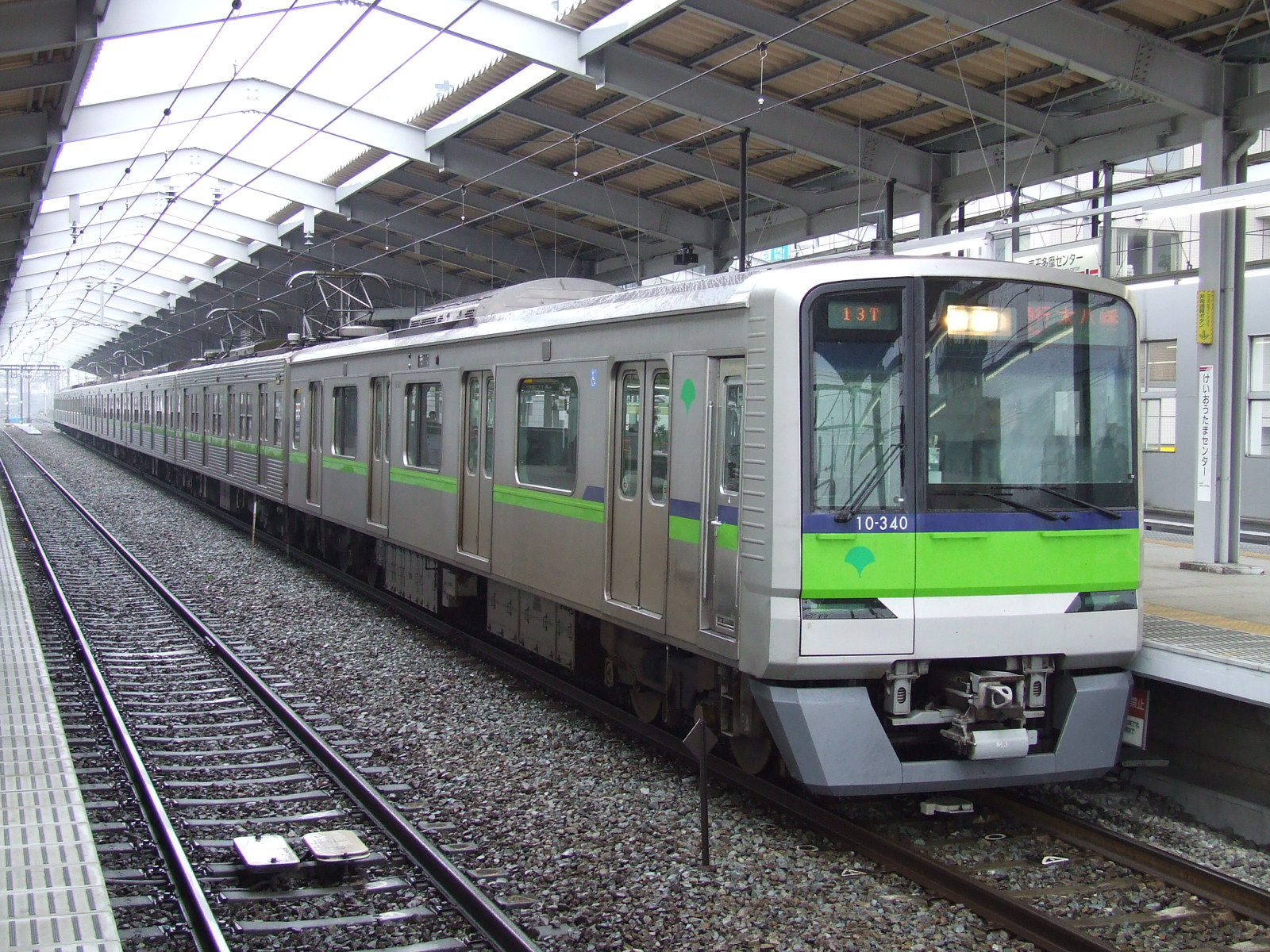
10-300R形 （2007年4月6日、京王多摩センター駅）
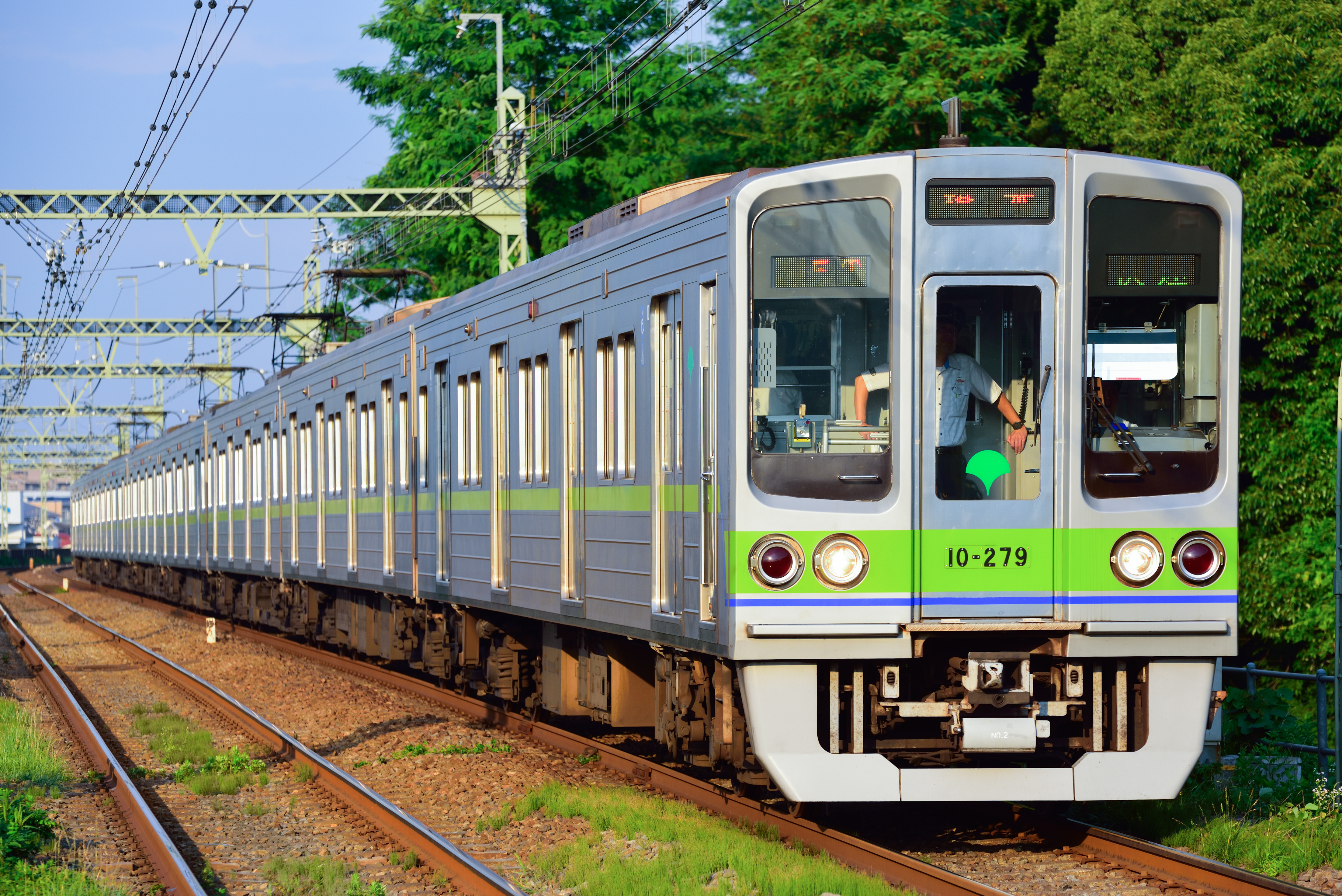
10-000形8次車 （2017年6月16日、京王よみうりランド駅）
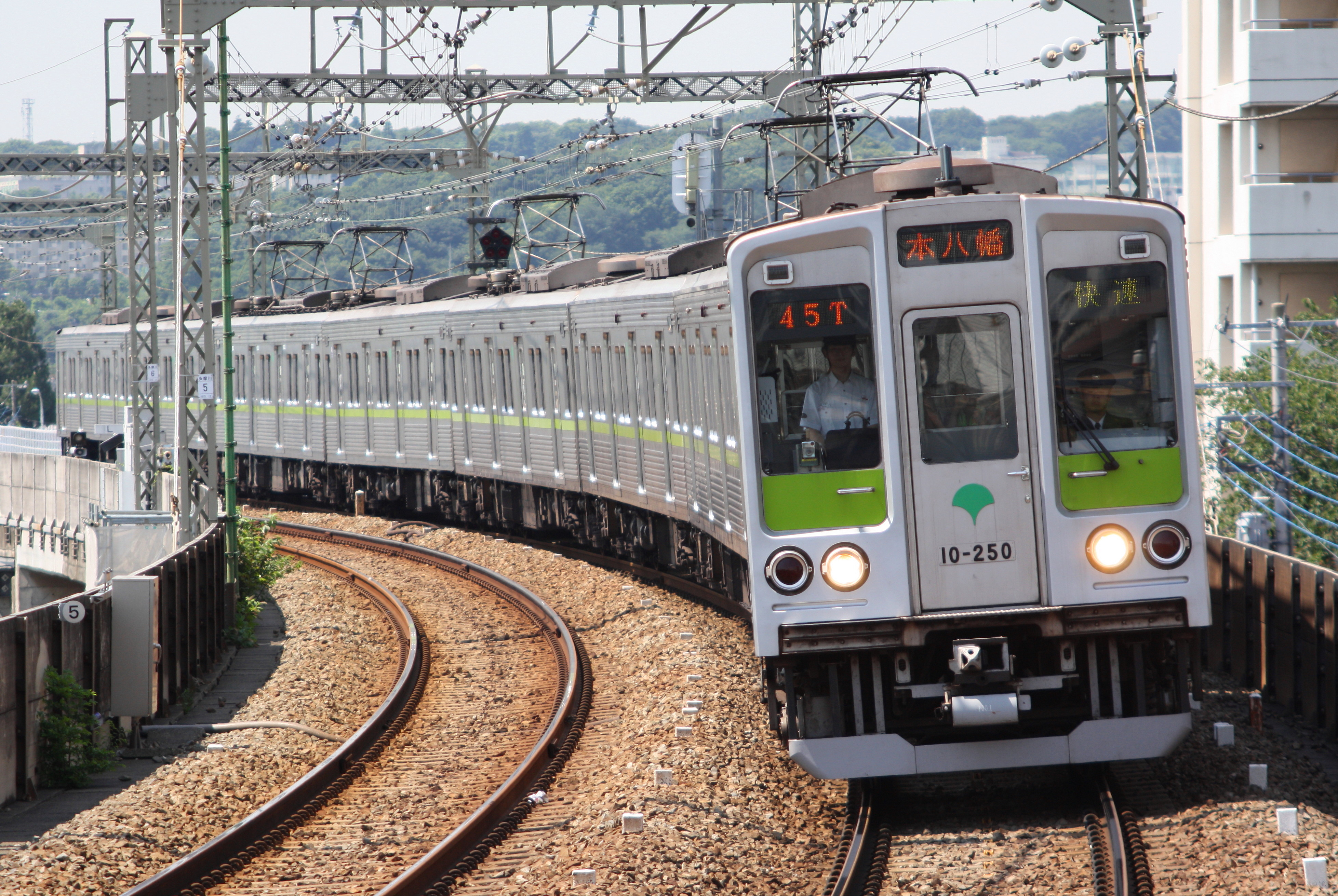
10-000形7次車 （2009年6月28日、京王多摩川駅）

### 乗り入れ車両
京王電鉄
- 5000系（2018年 - ） - 10両編成
- 9000系（2005年 - ） - 10両編成

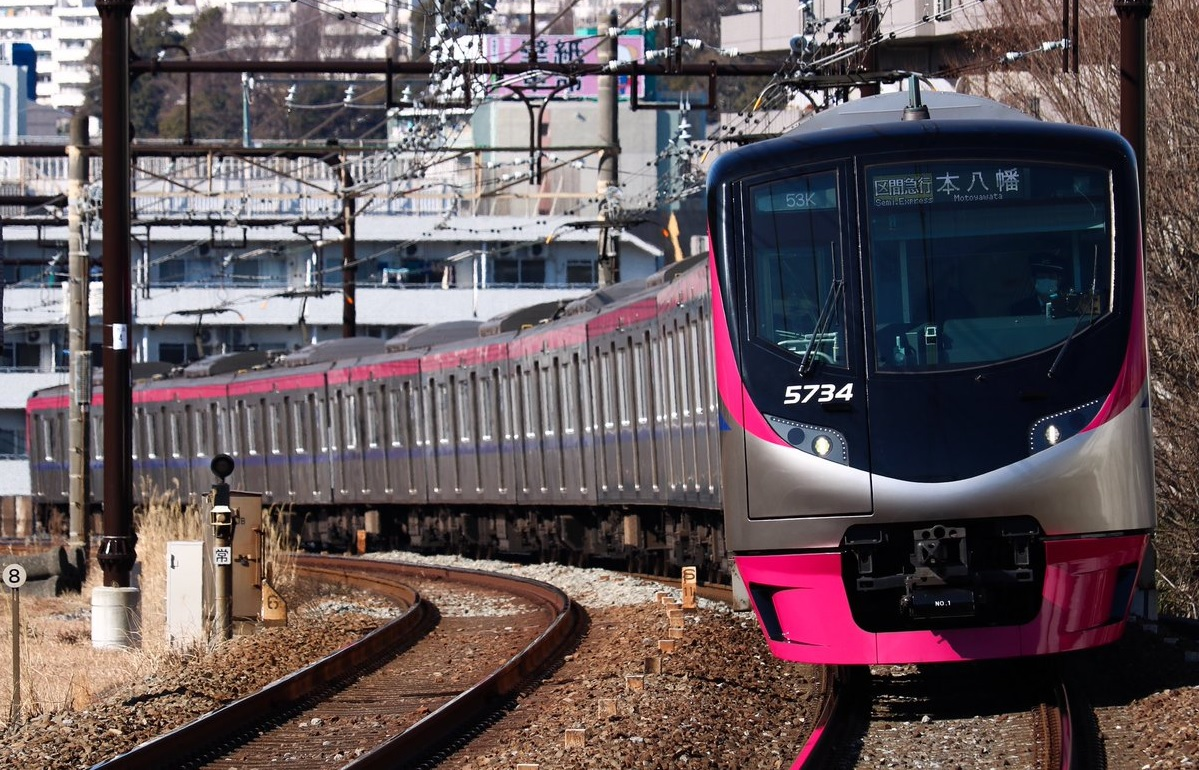
5000系 （2019年2月2日、京王永山駅）
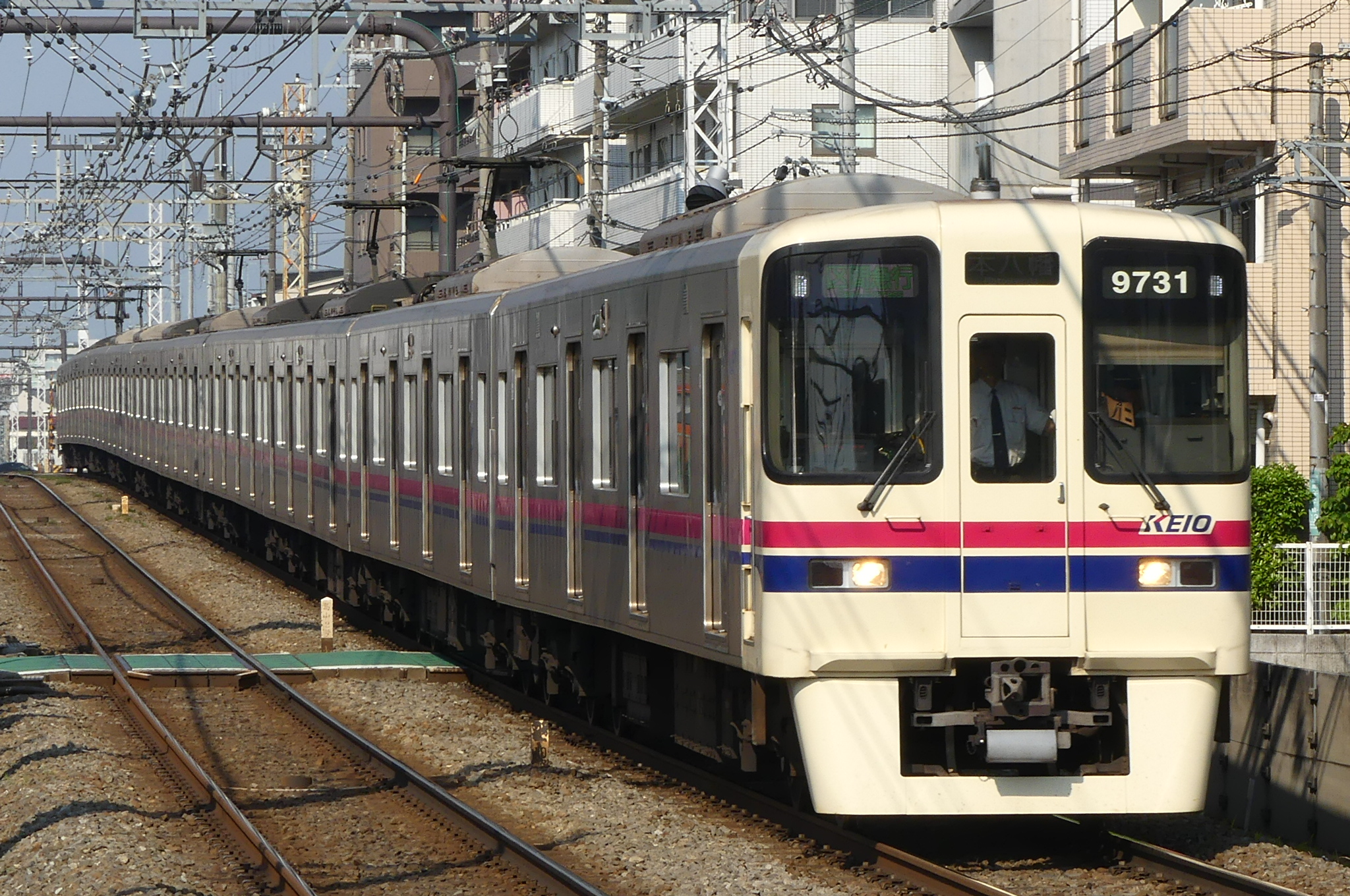
9000系 （2017年5月27日、明大前駅）

#### 過去の乗り入れ車両
京王電鉄
- 6000系（1972年 - 2009年）- 8両・10両編成

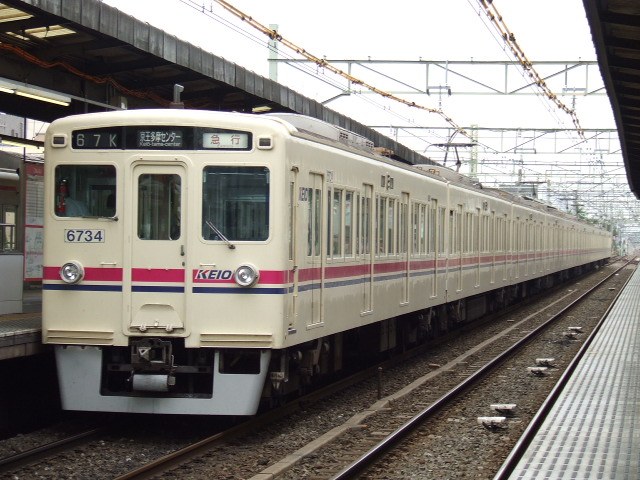
6000系（30番台） （つつじヶ丘駅）

## 経営状況
2013年度（平成25年度）の新宿線単独での収支状況は約85億8,683万2千円の黒字である。対前年度比で約3億6,287万円の増益であり、都営地下鉄の路線の中では浅草線の次に黒字額が大きい。乗車料収入は331億4,313万円であり、都営地下鉄では大江戸線（約392億3,623万円）に次いで多い。

## 利用状況
2023年度の朝ラッシュ時最混雑区間（西行、西大島 → 住吉間）の混雑率は140%である。
開業以降の輸送実績を下表に記す。表中、最高値を赤色で、最高値を記録した年度以降の最低値を青色で、最高値を記録した年度以前の最低値を緑色で表記している。
| 年度               | 輸送人員 | 最混雑区間（西大島 → 住吉間）輸送実績 | 最混雑区間（西大島 → 住吉間）輸送実績 | 最混雑区間（西大島 → 住吉間）輸送実績 | 最混雑区間（西大島 → 住吉間）輸送実績 | 特記事項                                   |
| 年度               | 輸送人員 | 運転本数：本                          | 輸送力：人                            | 輸送量：人                            | 混雑率：%                             | 特記事項                                   |
| ------------------ | -------- | ------------------------------------- | ------------------------------------- | ------------------------------------- | ------------------------------------- | ------------------------------------------ |
| 1978年（昭和53年） | 21,300   |                                       |                                       |                                       |                                       | 1978年12月1日、岩本町駅 - 東大島駅間開業   |
| 1980年（昭和55年） | 228,727  | 15                                    | 14,057                                | 19,820                                | 141                                   | 最混雑区間は新宿→新宿三丁目間              |
| 1985年（昭和60年） | 380,202  | 15                                    | 15,400                                | 25,760                                | 167                                   |                                            |
| 1986年（昭和61年） |          | 15                                    | 16,510                                | 28,840                                | 175                                   |                                            |
| 1987年（昭和62年） |          | 15                                    | 16,510                                | 27,525                                | 167                                   |                                            |
| 1988年（昭和63年） |          | 15                                    | 17,640                                | 27,710                                | 157                                   |                                            |
| 1989年（平成元年） |          | 15                                    | 18,200                                | 25,490                                | 140                                   |                                            |
| 1990年（平成02年） | 569,942  | 15                                    | 18,200                                | 30,080                                | 165                                   |                                            |
| 1991年（平成03年） |          | 15                                    | 18,200                                | 23,095                                | 127                                   |                                            |
| 1992年（平成04年） |          | 14                                    | 17,080                                | 25,055                                | 147                                   |                                            |
| 1993年（平成05年） |          | 14                                    | 17,080                                | 26,891                                | 157                                   |                                            |
| 1994年（平成06年） |          | 14                                    | 17,080                                | 26,150                                | 153                                   |                                            |
| 1995年（平成07年） | 597,769  | 14                                    | 17,080                                | 26,295                                | 154                                   |                                            |
| 1996年（平成08年） |          | 14                                    | 17,080                                | 27,125                                | 159                                   |                                            |
| 1997年（平成09年） |          | 14                                    | 17,080                                | 27,740                                | 162                                   |                                            |
| 1998年（平成10年） |          | 14                                    | 17,080                                | 27,155                                | 159                                   |                                            |
| 1999年（平成11年） |          | 16                                    | 19,320                                | 28,706                                | 149                                   |                                            |
| 2000年（平成12年） | 594,552  | 16                                    | 19,320                                | 29,343                                | 152                                   | 2000年12月12日、都営地下鉄大江戸線全線開業 |
| 2001年（平成13年） |          | 16                                    | 19,320                                | 22,430                                | 116                                   |                                            |
| 2002年（平成14年） |          | 16                                    | 19,320                                | 23,483                                | 122                                   |                                            |
| 2003年（平成15年） |          | 16                                    | 19,320                                | 20,899                                | 108                                   |                                            |
| 2004年（平成16年） |          | 16                                    | 18,200                                | 29,906                                | 164                                   | 最混雑区間を西大島→住吉間に変更            |
| 2005年（平成17年） | 592,756  | 16                                    | 18,200                                | 29,918                                | 164                                   |                                            |
| 2006年（平成18年） |          | 16                                    | 18,760                                | 30,723                                | 164                                   |                                            |
| 2007年（平成19年） |          | 16                                    | 19,040                                | 32,857                                | 173                                   |                                            |
| 2008年（平成20年） |          | 16                                    | 19,040                                | 34,084                                | 179                                   |                                            |
| 2009年（平成21年） |          | 16                                    | 19,040                                | 29,315                                | 154                                   |                                            |
| 2010年（平成22年） | 664,792  | 16                                    | 19,880                                | 28,926                                | 146                                   |                                            |
| 2011年（平成23年） |          | 16                                    | 19,880                                | 29,916                                | 150                                   |                                            |
| 2012年（平成24年） |          | 16                                    | 19,880                                | 29,726                                | 150                                   |                                            |
| 2013年（平成25年） |          | 16                                    | 20,160                                | 31,199                                | 155                                   |                                            |
| 2014年（平成26年） | 701,902  | 17                                    | 21,280                                | 32,190                                | 151                                   |                                            |
| 2015年（平成27年） | 724,915  | 17                                    | 21,280                                | 32,062                                | 151                                   |                                            |
| 2016年（平成28年） | 745,889  | 17                                    | 21,840                                | 34,408                                | 158                                   |                                            |
| 2017年（平成29年） | 772,415  | 17                                    | 22,680                                | 34,727                                | 153                                   |                                            |
| 2018年（平成30年） | 792,321  | 17                                    | 22,960                                | 35,861                                | 156                                   |                                            |
| 2019年（令和元年） | 794,117  | 17                                    | 23,240                                | 36,968                                | 159                                   |                                            |
| 2020年（令和02年） |          | 17                                    | 23,520                                | 27,656                                | 118                                   |                                            |
| 2021年（令和03年） |          | 17                                    | 23,520                                | 28,533                                | 121                                   |                                            |
| 2022年（令和04年） |          | 17                                    | 23,800                                | 31,025                                | 130                                   |                                            |
| 2023年（令和05年） |          | 17                                    | 23,800                                | 33,382                                | 140                                   |                                            |

## 駅一覧
- 駅番号は東行方向（新宿から本八幡の方向）に増加。
- 停車駅 … ●：停車、｜：通過。各駅停車はすべての駅に停車するため省略。
- 荒川と中川を渡る区間の東大島駅 - 船堀駅間を含む江東区と江戸川区に跨る区間のみ地上区間となっており、その両駅は地上駅でほかの駅はすべて地下駅となっている。また、東大島駅はホームが旧中川に架かる形で位置している。

| 駅番号           | 駅名                  | 駅間キロ         | 累計キロ         | 急行 | 接続路線・備考 | 所在地 | 所在地 |
| ---------------- | --------------------- | ---------------- | ---------------- | --- | --- | --- | --- |
| 京王直通運転区間 | 京王直通運転区間      | 京王直通運転区間 | 京王直通運転区間 | 京王新線・京王線経由で以下の路線・駅まで - 相模原線 橋本駅まで - 京王線 京王八王子駅から（東行のみ） - 高尾線 高尾山口駅から（東行のみ） | 京王新線・京王線経由で以下の路線・駅まで - 相模原線 橋本駅まで - 京王線 京王八王子駅から（東行のみ） - 高尾線 高尾山口駅から（東行のみ） | 京王新線・京王線経由で以下の路線・駅まで - 相模原線 橋本駅まで - 京王線 京王八王子駅から（東行のみ） - 高尾線 高尾山口駅から（東行のみ） | 京王新線・京王線経由で以下の路線・駅まで - 相模原線 橋本駅まで - 京王線 京王八王子駅から（東行のみ） - 高尾線 高尾山口駅から（東行のみ） |
| S-01             | 新宿駅 （新線新宿駅） | -                | 0.0              | ● | 京王電鉄： 京王新線 (KO01)（直通運転：上記参照）・ 京王線 (KO01) 都営地下鉄： 大江戸線 (E-27) 東日本旅客鉄道： 埼京線 (JA 11)・ 湘南新宿ライン (JS 20)・ 中央線（快速）(JC 05)・ 中央・総武線（各駅停車）(JB 10)・ 山手線 (JY 17) 小田急電鉄： 小田原線 (OH01) ※西武新宿線（西武新宿駅:SS01）および東京地下鉄丸ノ内線(M-08)とは連絡業務を行っていない。 | 東京都 | 新宿区 |
| S-02             | 新宿三丁目駅          | 0.8              | 0.8              | ｜ | 東京地下鉄： 丸ノ内線 (M-09) ・ 副都心線 (F-13) | 東京都 | 新宿区 |
| S-03             | 曙橋駅                | 1.5              | 2.3              | ｜ | | 東京都 | 新宿区 |
| S-04             | 市ヶ谷駅              | 1.4              | 3.7              | ● | 東京地下鉄： 有楽町線 (Y-14) ・ 南北線 (N-09) 東日本旅客鉄道： 中央・総武線（各駅停車）(JB 15) | 東京都 | 千代田区 |
| S-05             | 九段下駅              | 1.3              | 5.0              | ｜ | 東京地下鉄： 東西線 (T-07) ・ 半蔵門線 (Z-06) | 東京都 | 千代田区 |
| S-06             | 神保町駅              | 0.6              | 5.6              | ● | 都営地下鉄： 三田線 (I-10) 東京地下鉄： 半蔵門線 (Z-07) | 東京都 | 千代田区 |
| S-07             | 小川町駅              | 0.9              | 6.5              | ｜ | 東京地下鉄： 丸ノ内線（淡路町駅:M-19）・ 千代田線（新御茶ノ水駅:C-12） | 東京都 | 千代田区 |
| S-08             | 岩本町駅 （秋葉原）   | 0.8              | 7.3              | ｜ | 待避可能駅 東日本旅客鉄道： 山手線・ 京浜東北線・ 総武線（各駅停車）（秋葉原駅:JY 03・JK 28・JB 19） 東京地下鉄： 日比谷線（秋葉原駅:H-16） 首都圏新都市鉄道： つくばエクスプレス（秋葉原駅:TX01） | 東京都 | 千代田区 |
| S-09             | 馬喰横山駅            | 0.8              | 8.1              | ● | 都営地下鉄： 浅草線（東日本橋駅:A-15） 東日本旅客鉄道： 総武線（快速）（馬喰町駅:JO 21） | 東京都 | 中央区 |
| S-10             | 浜町駅                | 0.6              | 8.7              | ｜ | | 東京都 | 中央区 |
| S-11             | 森下駅                | 0.8              | 9.5              | ● | 都営地下鉄： 大江戸線 (E-13) | 東京都 | 江東区 |
| S-12             | 菊川駅                | 0.8              | 10.3             | ｜ | | 東京都 | 墨田区 |
| S-13             | 住吉駅                | 0.9              | 11.2             | ｜ | 東京地下鉄： 半蔵門線 (Z-12) | 東京都 | 江東区 |
| S-14             | 西大島駅              | 1.0              | 12.2             | ｜ | | 東京都 | 江東区 |
| S-15             | 大島駅                | 0.7              | 12.9             | ● | 待避可能駅 | 東京都 | 江東区 |
| S-16             | 東大島駅              | 1.2              | 14.1             | ｜ | | 東京都 | 江東区 |
| S-16             | 東大島駅              | 1.2              | 14.1             | ｜ | 江戸川区 | 東京都 | |
| S-17             | 船堀駅                | 1.7              | 15.8             | ● | | 東京都 | |
| S-18             | 一之江駅              | 1.7              | 17.5             | ｜ | | 東京都 | |
| S-19             | 瑞江駅                | 1.7              | 19.2             | ｜ | 待避可能駅 | 東京都 | |
| S-20             | 篠崎駅                | 1.5              | 20.7             | ｜ | | 東京都 | |
| S-21             | 本八幡駅              | 2.8              | 23.5             | ● | 東日本旅客鉄道： 総武線（各駅停車）(JB 28) 京成電鉄： 本線（京成八幡駅:KS16） | 千葉県 市川市 | 千葉県 市川市 |

1. ↑  新宿駅は他社接続の共同使用駅で、京王電鉄の管轄駅である。
2. 1 2 3  岩本町駅は秋葉原駅に至近（約150メートル）であるが、かつては連絡駅ではなかったため、乗り継ぎ割引は適用されていなかった。2008年3月15日より岩本町駅とJR秋葉原駅が定期券では接続駅として扱われるようになり、2013年3月16日からは日比谷線との間で乗り継ぎ割引が適用されている[68]。
3. ↑  所在地は江東区だが、駅のホームは江戸川区に跨って設置されている。
4. ↑  篠崎駅は東京都内の最東端の駅である。
5. ↑  本八幡駅は東京都交通局の駅で唯一東京都域外（千葉県市川市）に所在する駅である。なお、東京都シルバーパスは本八幡を含め、全線で利用可能である。

なお、都営新宿線は東京メトロ銀座線をのぞくすべての地下鉄路線と乗り換えが可能である。銀座線とは岩本町 - 小川町間で交差しているが、その箇所に駅は無く、至近の神田駅とは地下連絡通路で結ばれておらず連絡運輸も行なっていない。

## 駅カラーとシンボルマーク
地上駅（東大島駅・船堀駅）を除いた各駅には、駅カラーを制定した。ブルー→クリーム→オレンジ→ブラウンの繰り返しとなる。ただし、現在は駅施設のリニューアル工事などで変更されている場合がある。
- ブルー - 市ケ谷駅・岩本町駅・菊川駅・一之江駅
- クリーム - 新宿駅・九段下駅・馬喰横山駅・住吉駅・瑞江駅
- オレンジ - 新宿三丁目駅・神保町駅・浜町駅・西大島駅・篠崎駅
- ブラウン - 曙橋駅・小川町駅・森下駅・大島駅・本八幡駅

一之江駅から本八幡駅間では、乗客に親しまれる駅とするため、各駅の地域性を表した「シンボルマーク」を制定した。駅の出入口にモザイク画・レリーフ・からくり時計などが飾られている。シンボルマークではないが、船堀駅には駅舎壁面に金魚の壁画レリーフを掲出した。
- 一之江駅：鯉（清流に躍動する若鯉）
- 瑞江駅：桜（明るく輝く、満開の桜）
- 篠崎駅：楠（雄大にして、すくすくと伸びる木、江戸川区の木でもある）
- 本八幡駅：黒松（市川市の木）

一之江駅、瑞江駅、篠崎駅は、地下鉄単独の駅としては珍しく駅ビルや駅前広場、バスロータリーが整備されている。地上駅の東大島駅や船堀駅も駅前広場、バスロータリーの整備がされている。

## ホームドア設置
2014年5月16日、東京都交通局は新宿線全21駅に対し、ホームドアを設置する計画があることを発表した。事業費約140億円、事業期間は2014年度（平成26年度）から2019年度（平成31年度）。2018年4月28日に本八幡駅で稼働開始。その後は駅の順番通りに順次稼働が開始され、2019年8月10日の新宿三丁目駅での稼働開始をもって全駅で設置が完了した。これにより、都営地下鉄全106駅中86駅に設置が完了し、ホームドア設置率81%となった（その後、2024年2月20日に浅草線押上駅で設置、都営地下鉄全106駅に整備完了し、ホームドア設置率100%となった。）。

## その他
- 2000年後期に各駅に発車標が新設された（それ以前にも新宿・岩本町・大島・本八幡の各駅に設置されていた）。LED式の2段表示であるが、急行停車駅の市ヶ谷・神保町・馬喰横山・森下・大島・船堀・本八幡の各駅のものには停車駅のランプ表示が中央に設置されている。2014年には、フルカラーLEDを採用した機種に交換され、交換後の発車標は橙色基調だった文字列が白色基調になった。なお、新宿駅は京王電鉄管理のため、京王線各駅で使用されている発車標を使用している。
- フジテレビは、1997年にお台場のFCGビルに移転するまでは河田町に本社があり曙橋駅が最寄り駅であった。そうしたこともあり、同局の移転前までは、相互乗り入れしている京王電鉄沿線がドラマの舞台地になることが多かった。これは、京王沿線に大映テレビが運営していたドラマスタジオがあった（その後大映から離れた府中多摩スタジオとなるも取り壊し）ことも影響している。また、車内にフジテレビ系列の番組広告や系列新聞社のサンケイスポーツが広告を出しているのもその時代の名残である。
- 大島車両検修場で都営フェスタは開催された事は無い。なお、大江戸線の車両基地でも開催されたことはないが、軌間が同一の馬込車両検修場で車両展示は行っている。
- 運行番号1ケタの運用において車両の運行番号表示器の10の位は無表示である（都営地下鉄の他路線や東京地下鉄では "03T", "06S" のように表示してあるが、新宿線は京浜急行電鉄と同様に " 5T" のように表示される。京王車が代走として入る場合も同様）。
- 車内の日本語放送は都営地下鉄の路線では唯一加藤純子が担当している。他の都営地下鉄の路線や、直通運転先の京王電鉄では西村文江が担当。